# Barreirinha
Barreirinha, amtlich Município de Barreirinha, ist eine brasilianische Gemeinde im Bundesstaat Amazonas. Im Jahr 2019 lebten schätzungsweise 32.041 und 2024 33.436 Menschen in Barreirinha auf einem großen Gemeindegebiet von rund 5751 km².

## Geografie

### Lage
Die Stadt liegt 331 km von der Hauptstadt des Bundesstaates (Manaus) entfernt.

### Klima
In der Stadt herrscht tropisches Klima (Monsun), Am nach der Klimaklassifikation nach Köppen und Geiger.

### Flüsse
Die Stadt liegt direkt am Rio Envira.

### Verkehr
Die Stadt hat einen Flughafen (ICAO-Code: SWBI).

## Wirtschaft
| Beschäftigung nach Wirtschaftssektoren | Beschäftigung nach Wirtschaftssektoren | Beschäftigung nach Wirtschaftssektoren | Beschäftigung nach Wirtschaftssektoren | Beschäftigung nach Wirtschaftssektoren |
| -------------------------------------- | -------------------------------------- | -------------------------------------- | -------------------------------------- | -------------------------------------- |
|                                        |                                        |                                        |                                        |                                        |
| Dienstleistung                         | Dienstleistung                         |                                        | 66 %                                   | 66 %                                   |
| Landwirtschaft                         | Landwirtschaft                         |                                        | 25 %                                   | 25 %                                   |
| Industrie                              | Industrie                              |                                        | 9 %                                    | 9 %                                    |
|                                        |                                        |                                        |                                        |                                        |

### Landwirtschaft
Anbau von Maniok, Ananas, Reis, Süßkartoffel, Zuckerrohr, Bohnen, Tabak, Jute, Melonen, Tomaten, Avocados, Kakao und Orangen.

## Durchschnittseinkommen und HDI
Das monatliche Durchschnittseinkommen betrug 2017 den Faktor 1,8 des brasilianischen Mindestlohns (Salário mínimo) von R$ 880,00 (umgerechnet für 2019: rund 348,4 €). Der Index der menschlichen Entwicklung (HDI) ist mit 0,574 für 2010 als niedrig eingestuft. Das Bruttosozialprodukt pro Kopf betrug 2016 7059,80 R$.

## Söhne und Töchter der Stadt
- Thiago de Mello (1926–2022), Poet, Schriftsteller und Regenwaldaktivist
- Gaudêncio Thiago de Mello (1933–2013), Musiker und Fußballtrainer